# Bagdad
Pour les articles homonymes, voir Bagdad (homonymie).
Cet article possède un paronyme, voir Bagad.
Bagdad (en arabe : بَغْدَاد, baġdād, /baɣˈdaːd/ ) est la capitale de l’Irak et de la province de Bagdad. Située au centre-est du pays, elle est traversée par le fleuve Tigre. Ses habitants sont appelés « Bagdadiens » (au féminin : « Bagdadiennes »).
Avec une aire urbaine comprenant une population estimée à 10 millions d’habitants en 2012, c’est la plus grande ville d’Irak, ainsi que la deuxième ville la plus peuplée du monde arabe et du Moyen-Orient (derrière Le Caire, la capitale de l'Égypte). C'est un carrefour de communications aériennes, routières et ferroviaires d'une grande importance stratégique pour la république d'Irak.
Les origines de la ville actuelle remontent au moins au VIIIe siècle, avec, probablement, la présence de plusieurs petits foyers d'habitat antérieurs datant de la période préislamique. Elle fut la capitale du califat abbasside à partir du VIIIe siècle et un centre de culture et de connaissance très important pendant des siècles, jusqu’au milieu du XIIIe siècle. De 2003 (voir l'article « Bataille de Bagdad ») à 2011 (voir la partie « 2011 » de l'article « Liste d'attentats de la guerre d'Irak »), Bagdad a été le centre d’un violent conflit en raison de la guerre d’Irak qui a été déclenchée à la suite de l'invasion du pays par les États-Unis. Elle est devenue une ville d'enclaves fortifiées régies par les soldats des Forces armées irakiennes, les officiers de la police fédérale, les agents de police locaux et les agents de sécurité privés.

## Étymologie
L’origine du nom « Bagdad » et sa signification sont disputées : les auteurs arabes classiques, suivis par les écrivains modernes, penchent pour une origine persane, l'explication la plus souvent avancée étant que le mot signifie « donné par Dieu » en persan antique ; la haute estime des Abbassides pour la culture persane pourrait expliquer l’adoption d’un nom d'origine perse pour la capitale d’un califat arabe. Cependant, l’étymon assyro-araméen « forteresse de l’aigle » a également été proposé.[réf. nécessaire]
Ce nom est à l’origine du mot baldaquin, qui désigne d’abord la soie de Bagdad (Baldac ou Baudac au Moyen Âge), puis une tenture de lit.
La ville fut officiellement nommée Madīnat as-Salām (la cité de la paix) par son fondateur, le calife Al-Mansour. Elle était également connue sous les noms de Madīnat al-Anwār (« cité des Lumières »),  ʿĀsimat ad-Dunyā (« capitale ou centre du monde ») la ville ronde et la ville d’Al Mansour.

## Géographie

### Site
Bagdad se trouve sur les rives du Tigre, qui est sa première source d'eau, à l'endroit où celui-ci se rapproche le plus de l'Euphrate, distant d'une trentaine de kilomètres à l'ouest de la ville.
Le terrain sur lequel la ville fut construite est d'origine alluviale. Plat et de faible altitude, il est sujet à de nombreuses inondations périodiques.

### Problème de l'eau
Considérée sous l'aspect géopolitique et hydrologique, la région historique de Mésopotamie regroupe deux pays, l'Irak et la Syrie. La caractéristique du bassin mésopotamien réside en l'origine éloignée de ses eaux fluviales, qui prennent leur source dans les montagnes turques et iraniennes. La situation géographique de l'Irak le rend vulnérable puisqu'il est encerclé par des pays (Turquie, Syrie, Iran) capables de lui couper son approvisionnement en eau. C'est ainsi que la question de l'eau est, dans la politique extérieure de Bagdad, au cœur de tensions incessantes. Après la guerre sur l'Irak, le problème de l'eau s'est aggravé. Dans certains quartiers, l’eau courante n’est pas disponible plus de deux heures par jour. Le Comité international de la Croix-Rouge (CICR) mène, depuis de nombreuses années, d'importants projets pour améliorer l'accès à l'eau potable, y compris une distribution quotidienne, par camion-citerne, à des milliers de déplacés internes près de Madinat al-Sadr (Sadr City), à Bagdad. Après des années de négligence, le réseau d’eau a également souffert de dommages plus récents dus aux vibrations causées par les bombes et le passage des tanks. Des estimations récentes de l'Organisation des Nations unies (ONU) montrent que près de 94 % de l’eau de Bagdad est perdue pour cause de fuites. La distribution d’eau, les sanitaires, l’électricité et les services de santé dans le centre et le sud de l’Irak ont été particulièrement frappés par les pillages et les mises à sac lors des semaines chaotiques qui ont suivi la chute de l’ancien gouvernement.

### Climat
Le climat désertique de Bagdad en fait l'une des plus chaudes régions du monde pendant l'été, surtout quand le vent du golfe Persique souffle (on atteint environ 45 °C en juillet). En hiver, la pluviosité est de 136 mm et le thermomètre oscille en moyenne entre 6 et 18 °C en décembre, et entre 4 et 16 °C en janvier. Il y a une douzaine de jours de gel par an, avec des températures parfois assez basses (minimum de −6 °C).

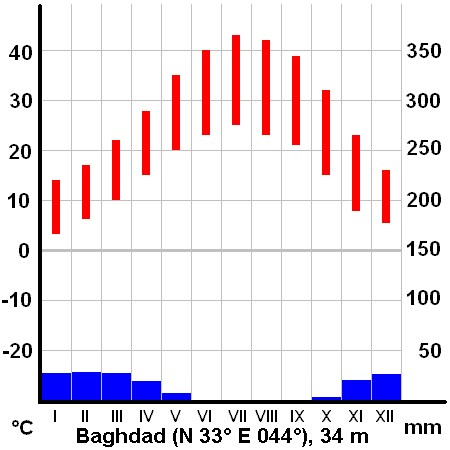
En rouge la température, et en bleu les précipitations.

## Histoire

### Califat abbasside

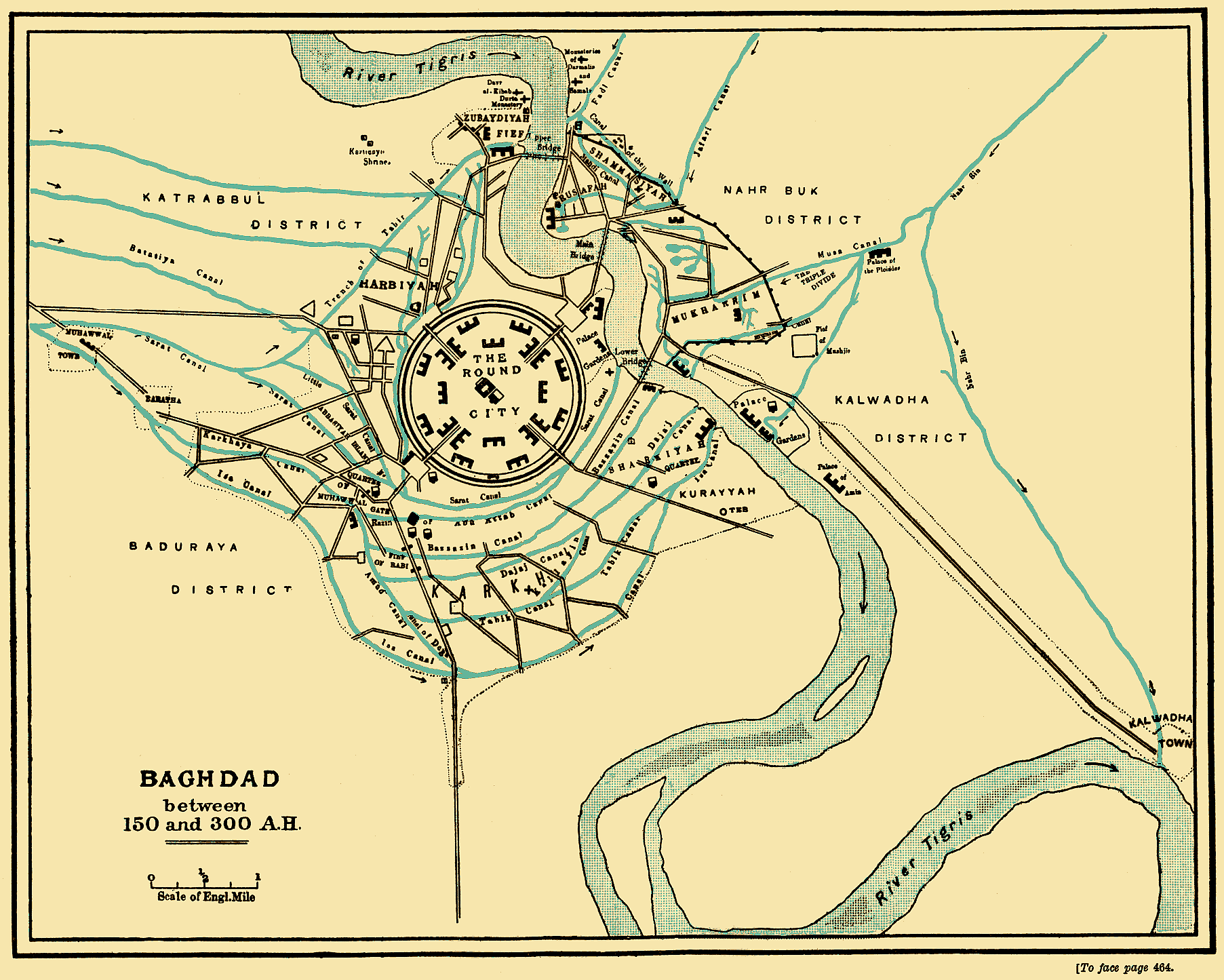
Bagdad entre 767 et 912.

Madīnat as-Salām fut fondée ex nihilo au VIIIe siècle, en 762, par le calife abbasside Abou-Djaafar Al-Mansur et construite en quatre ans par 100 000 ouvriers. Selon les historiens arabes, il existait à son emplacement plusieurs villages pré-islamiques, dont l'un s'appelait Bagdad. Ce nom est cité dans le Talmud, de deux siècles antérieur. Cependant, selon l'historien Thierry Murcia, l'édition du Talmud de Babylone serait plus tardive que ce que l'on envisage actuellement. Elle remonterait seulement à la deuxième moitié du VIIIe siècle voire au début du IXe siècle de notre ère. Murcia estime d'ailleurs que « ce travail éditorial aurait même pu avoir été achevé dans la ville même de Bagdad », ce qui pourrait expliquer les mentions répétées de cette métropole dans le corpus de textes rabbiniques. Après la prise du pouvoir par les Abbassides au détriment des Omeyyades de Damas en 750, l'emplacement est choisi pour y fonder la capitale du califat. Même si, à partir du Xe siècle, elle a pour rivales dans cette fonction, d'abord Le Caire (avec la dynastie des Fatimides), puis Cordoue avec le nouveau califat des Omeyyades, elle joue le rôle d'une des capitales de l'islam et le restera jusqu'au milieu du XIIIe siècle.
La Bagdad des Abbassides était une ville ronde dont les dimensions ont fait l'objet de la part des auteurs arabes de nombreuses estimations différentes. Son diamètre était probablement de 2 534 m. Elle possédait quatre portes : la porte de Syrie au nord-ouest, la porte de Bassora au sud-ouest, la porte de Koufa au sud-est et la porte du Khorasan au nord-est. Elle était protégée par un fossé de vingt mètres de large et une double enceinte circulaire qui, en plus des quatre portes, comportait 112 tours. Le palais, la mosquée et les casernes se trouvaient au centre, tandis qu'un ou deux anneaux d'habitations étaient situés entre les deux remparts. La ville ronde était dominée par le dôme vert du palais, de 48,36 mètres de haut. Ce dôme qui fit la gloire de Bagdad se serait effondré en 941 à cause de la foudre. Des faubourgs furent aussi édifiés extra-muros, dont le quartier du Karkh, au sud de la ville ronde, où étaient notamment situés les marchés. La ville ronde fut assez rapidement abandonnée par le calife et ses administrations, et des palais furent construits dans les faubourgs. Dès 773, Al-Mansur édifia au nord-est un nouveau palais, Al-Khuld, dont le nom rappelait le paradis.
Comme la ville devenait une énorme agglomération, dont la populace remuante inspirait la méfiance du calife, en 774, Al-Mansur transféra les marchés vers un nouveau quartier au sud de la Ville Ronde, qui fut appelé Al-Karkh, entre les canaux Sarat et Isa. Sous son règne également, on construisit sur la rive orientale du Tigre un camp militaire pour son fils, auquel il emprunta son nom, ʿAskar Al-Mahdi ou « camp d'Al-Mahdi », dans le quartier que l'on appela plus tard Al-Rusafa (en).
Sous Harun al-Rashid, cinquième calife de la dynastie abbasside, les membres de la famille des Barmakides occupaient le poste de vizir. Jafar fit bâtir sur la rive orientale du Tigre au sud-est de Bagdad un palais qui devait jouer un rôle important dans le développement ultérieur de la ville.
En 813, le califat était déchiré par une guerre civile entre les deux fils d'Harun al-Rashid, Al-Amin et Al-Ma'mūn. Elle se termina par le siège de Bagdad (en) par les forces d'Al-Ma'mūn. Il dura quatorze mois. Face à la défense acharnée de la population, les assiégeants détruisirent une grande partie de la ville ronde, qui ne s'en releva jamais.

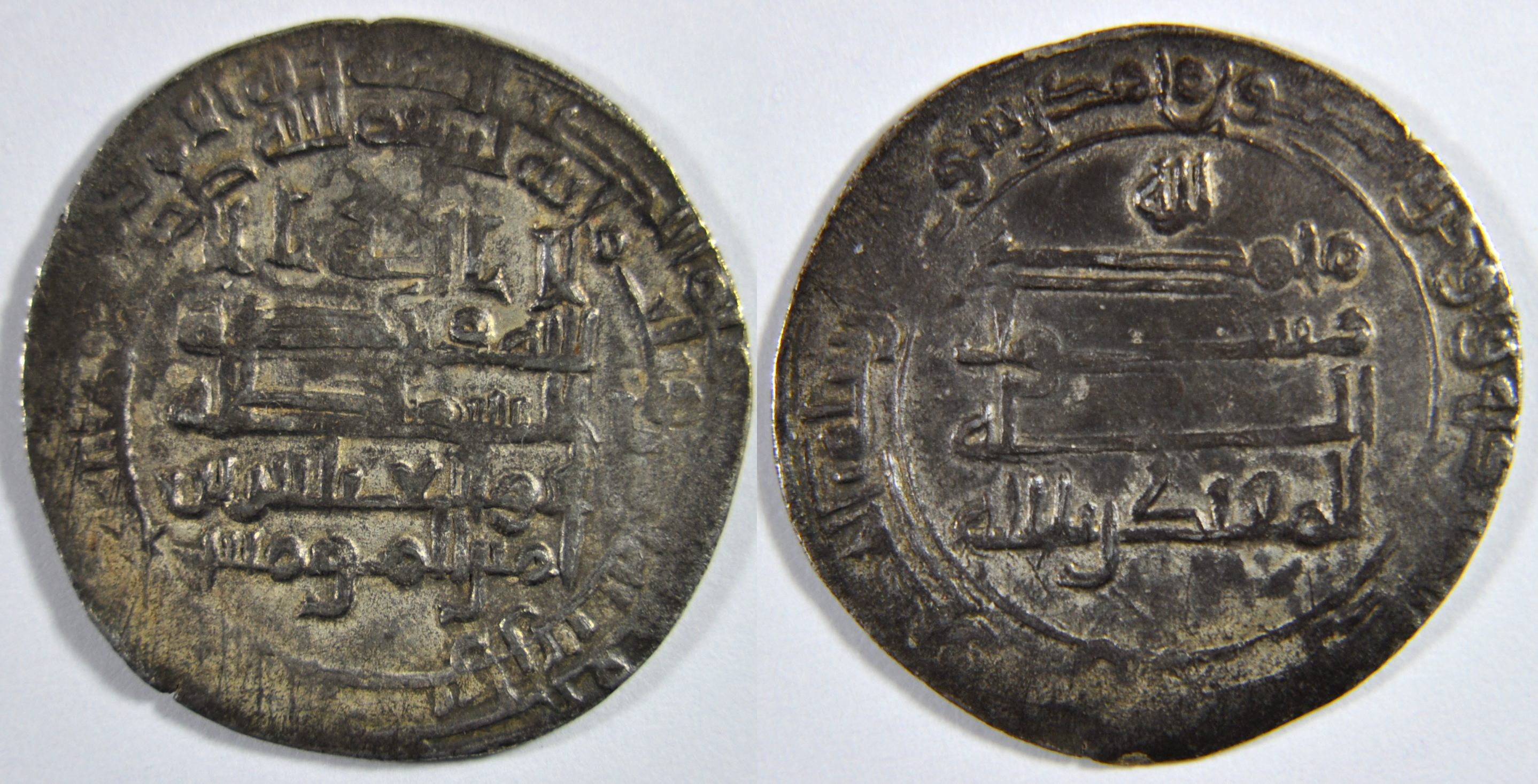
Monnaie abbasside

À partir de Al-Muʿtasim (833-842), les califes abbassides achetèrent des esclaves turcs, appelés ghulams, pour se constituer une armée dont il attendaient plus de loyauté que de leurs partisans khorassaniens. Entre ces troupes turbulentes et la population de Bagdad les heurts étaient fréquents. Ce calife décida donc de déplacer sa capitale vers Samarra. En 865, le calife d'Al-Musta`in, qui se trouvait de plus en plus sous la tutelle des Turcs, quitta Samarra et retourna à Bagdad. Les Turcs ne l'entendirent pas de cette oreille et choisirent al-Mutazz comme nouveau calife. Bagdad fut à nouveau assiégée. Le gouverneur de la ville, Mohammed ibn Abadalla ibn Tahir, fit fortifier la ville et enrôla tous les habitants dans sa défense. Affamée et excédée par la durée du siège, la population manifesta son mécontentement et des émeutes éclatèrent. Le gouverneur Tahir, tout en protestant de sa fidélité à Al-Musta`in, entama des négociations avec les Turcs. En 866, 'Al-Musta`in fut destitué puis exécuté.
Le départ du calife n'avait pas entamé la vitalité commerciale et l'éclat intellectuel de Bagdad, où, le calife Al-Mutamid revint définitivement en 892. Il s'installa dans l'ancien palais de Jafar le Barmakide. Après sa construction, il avait été cédé à Al-Manum, qui le donna à son tour à un de ses principaux serviteurs, Al-Hasan ibn Sahl (en). Il prit alors le nom de palais Hasani. Il fut ensuite occupé par sa fille Buran, veuve d'Al-Mamun, jusqu'au retour à Bagdad d'al-Mutamid. À ce palais vinrent s'en ajouter d'autres : al-Firdus (« paradis »), al-Taj (« couronne ») ainsi qu'al-Thuraya (« Pléiades »), relié au palais al-Hasani par un couloir souterrain. Cet ensemble devint au fil du temps le Dar al-Khalifa (« demeure du Califat »).
C'est à Bagdad qu'est fondée en 832 la plus ancienne maison de la sagesse (Bayt al-hikma), sous le règne d'Al-Mamun. C'est un établissement particulièrement actif, spécialisé dans la traduction d'ouvrages en grec, pehlevi et syriaque. Des savants y viennent de tout l'Empire abbasside, facilitant l'introduction de la science perse, grecque et indienne dans le monde arabo-musulman de cette époque. Astronomes, mathématiciens, penseurs, lettrés, traducteurs, la fréquentent, et parmi eux, al-Khwarizmi, Al Jahiz, al Kindi, Al-Hajjaj ibn Yusuf ibn Matar et Thābit ibn Qurra.
Bagdad devient la plaque tournante du grand commerce :
- ports du golfe Persique (Ubullah, port de Bassora ou Sirâf) vers l'Inde (épices, pierres précieuses), la Chine (soie), le Yémen (parfums) et l'Afrique orientale (bois précieux, ivoire, or) ;
- route de la soie par l'Asie centrale ;
- routes terrestres vers les Bulgares de la Volga, le monde scandinave (peaux et fourrures), Constantinople, l'Occident chrétien, le Soudan…

Bagdad importe des esclaves (slaves, turcs, africains) et des matières premières (bois de construction, fer) et exporte des matières premières (alun) et des produits de l'artisanat (tissus, objets de verre et de métal, entre autres).
Certains historiens de la démographie considèrent Bagdad comme la première ville au monde à avoir atteint une population d’un million d'habitants entre les VIIIe et IXe siècles (la capitale chinoise Chang'an (Xi'an), terminus de la route de la soie, était aussi une très grande ville à cette époque). Affaiblie par des troubles politiques, sa place de « ville la plus peuplée au monde » lui est probablement ravie par Cordoue au Xe siècle. On estime la population de l'ancienne « capitale » des Francs, Aix-la-Chapelle, à environ 10 000 habitants à la même époque.
Au xe siècle, sous l'effet des incendies et des inondations récurrents, sans parler du déménagement des califes, la ville unifiée se transforme en une série de quartiers semi-autonomes séparés par des terrains vagues, des ruines et des jardins. Ce phénomène s'accompagne d'un clivage religieux, certains quartiers étant chiites, d'autres sunnites. Vers le milieu du siècle, sous le règne de califes faibles et reclus dans leurs palais, Bagdad fut livré à l'anarchie et aux affrontements confessionnels entre chiites et sunnites. En 945, un prince bouyide chiite originaire du Daylam, s'empara de la ville et mit le calife Al-Mustakfi sous tutelle. Il devint amîr al-umarâ' (« émir des émirs ») et prit le titre honorifique de Mu`izz ad-Dawla (« réconfort de la dynastie »). Il se fit construire un palais dans le quartier dépeuplé de Shamasiya sur la rive orientale du Tigre. Il fit également construire sur les sites de l'ancien palais Khuld, un hôpital, le Bimaristan Adudi, qui devint le plus célèbre du monde musulman de l'époque. Un de ses successeurs, Adhud ad-Dawla, entreprend à partir de 979 la reconstruction de la ville. Il fait restaurer les mosquées, le réseau d'eau et les ponts. Il bâtit un complexe encore plus somptueux, dont les jardins s'étendaient jusqu'au Tigre. Les conflits confessionnels se poursuivirent. Au cours d'une émeute particulièrement violente, en 1051, la mosquée chiite de Kadhimiya, abritant les restes du septième et du neuvième imam chiite, fut incendiée par les sunnites. En 1055, le Turc seldjoukide Toghrul-Beg, sollicité par le calife, chassa sans beaucoup de mal, la dynastie bouyide, minée par les dissensions internes. Après avoir pris le titre de sultan, les Seldjoukides portèrent relativement peu d'intérêt à leur nouvelle possession. Ils désignèrent un gouverneur de Bagdad, où ils résidèrent rarement. Ils prirent le contre-pied des Bouyides et appuyèrent les sunnites. L'affaiblissement progressif des Seldjoukides incita les califes de la fin du XIIe siècle à réaffirmer leur autorité. En 1157, le sultan Muhammad, irrité par les velléités d'indépendance du calife Al-Muqtafi vint assiéger Bagdad. Au bout de près de trois mois, face à la défense énergique de la ville, il leva le siège. L'événement marqua la fin de la domination seldjoukide à Bagdad.
À la fin du XIe siècle, Bagdad était formée de deux grandes parties :
- sur la rive est du Tigre, les habitants de Rusafa, s'installèrent plus au sud, où se forma un nouveau quartier, Muktadiya, à proximité des palais califaux. L'ensemble fut doté d'une enceinte par Al-Mustazhir en 1095. En 1221, le calife An-Nasir rénova les fortifications auxquelles il flanqua des bastions. Une seule porte est encore conservée : Bab al-Wastani dont la tour mesure 14,5 mètres de haut pour une circonférence de 56 mètres[21] ;
- sur la rive ouest, il ne restait pratiquement plus de trace de la ville ronde, à l'exception de la grande mosquée. Khark, par contre, continuait à prospérer.

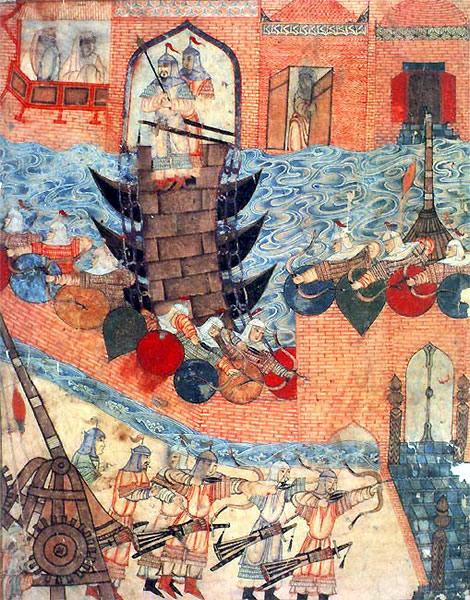
Le siège de Bagdad par les Mongols en 1258.

Le déclin de Bagdad s'accentua lorsqu'elle fut ravagée par les Mongols de Houlagou Khan en 1258, après un siège de 20 jours, du 20 janvier jusqu'au 10 février, épisode de la bataille de Bagdad. La ville tout entière fut désarmée et sa population massacrée. Le Bayt al-Hikma, ou maison de la sagesse, fut pillé et son contenu jeté dans le Tigre : traités philosophiques, livres d'art, de poésie et d'histoire, ouvrages scientifiques et mathématiques — la richesse intellectuelle de plusieurs siècles. On dit que quand le pillage mongol prit fin, le Tigre était noir d'encre. Le calife Al-Musta'sim fut tué par les envahisseurs. Cet événement constitua une rupture dans l'histoire de Bagdad, qui cessa définitivement d'être le siège du califat.

### Des Mongols aux Ottomans
La ville n'était plus que l'ombre d'elle-même mais survécut. Jusqu'en 1339, elle fit partie du domaine de la dynastie mongole des Ilkhanides. Le célèbre voyageur Ibn Battûta a laissé une description de la ville à cette époque. Ensuite Hassan Bozorg, le fondateur de la dynastie des Jalayirides, s'y installa.
La ville fut prise deux fois par Tamerlan, la première fois en 1393 sans subir trop de dommages. En 1401, en revanche, il fit massacrer tous les habitants, n'épargnant que les hommes de religion. De 1410 à 1507, Bagdad tomba entre les mains des Turcomans du Mouton noir et des Turcomans du Mouton blanc. Jamais la ville n'était tombée aussi bas. L'historien égyptien Al-Makrizi écrivit en 1437 qu'elle ne méritait pas le nom de ville. En 1444, un voyageur vénitien, Nicolo de Conti, la confondit, comme d'autres européens, avec Babylone.
En 1507, Bagdad fut occupée par les Safavides persans. Elle tomba ensuite entre les mains des Ottomans : Soliman le Magnifique s'en empara en 1534. Bagdad se révolta contre eux en 1623 puis, au cours de la Troisième guerre turco–séfévide (1623-1639), soutint un long siège, et ne fut prise qu'en 1638 par Mourad IV. Ce siège, qui dura 39 jours et mobilisa des dizaines de milliers d'hommes eut un retentissement jusqu'en France, puisqu'il apparaît dans le premier numéro de la Gazette de Théophraste Renaudot : il est l'acte final du conflit entre Ottomans et Perses.
Après 1638, en effet, les guerres entre les Ottomans et les Safavides connurent une longue trêve. Entre 1638 et 1704, Bagdad fut gouvernée par 34 pachas, presque tous incompétents ou cruels[réf. nécessaire]. Réduite à l'état de bourgade insignifiante aux confins de l'Empire ottoman, perpétuellement menacée par les tribus bédouines des environs, elle ne comptait plus qu'une quinzaine de milliers d'habitants. En 1704, un homme énergique, Hassan Pacha, fut nommé gouverneur de Bagdad. Il entreprit d'acheter de jeunes esclaves pour en faire une armée de Mamelouks. Il eut tôt fait de mettre au pas les tribus bédouines et d'étendre son pouvoir de Mossoul au nord à Bassora au sud. Son fils, Ahmed, lui succéda en 1723, au grand dépit du gouvernement de Constantinople qui n'exerçait plus qu'une autorité nominale sur Bagdad. En 1733, Ahmed dut faire face à une menace grave : le nouveau maître de la Perse, Nâdir Châh, vint mettre le siège devant Bagdad, comptant sur la famine pour forcer la ville à se rendre. Elle ne dut son salut qu'à l'arrivée d'une armée de secours ottomane. Une nouvelle tentative perse en 1744 se solda également par un échec. Après la mort d'Ahmed, le pouvoir des mamelouks, qui occupaient tous les postes importants, dura jusqu'en 1831. Au mois de mars de cette année Bagdad fut touchée par une épidémie de peste, suivie en avril d'une crue du Tigre particulièrement dévastatrice, qui emporta une partie des murailles et 7 000 maisons. Entre la moitié et les deux-tiers de la population disparurent. Le sultan Mahmoud II profita de l'occasion pour restaurer l'autorité de la Sublime Porte. Les mamelouks furent exterminés et un gouverneur nommé directement par Constantinople.

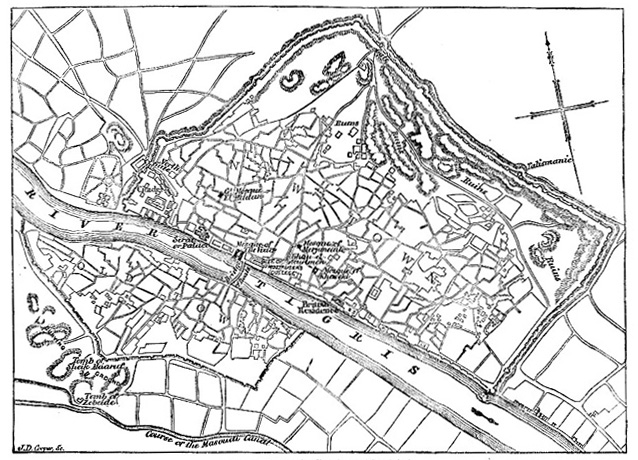
Plan de Bagdad en 1854.

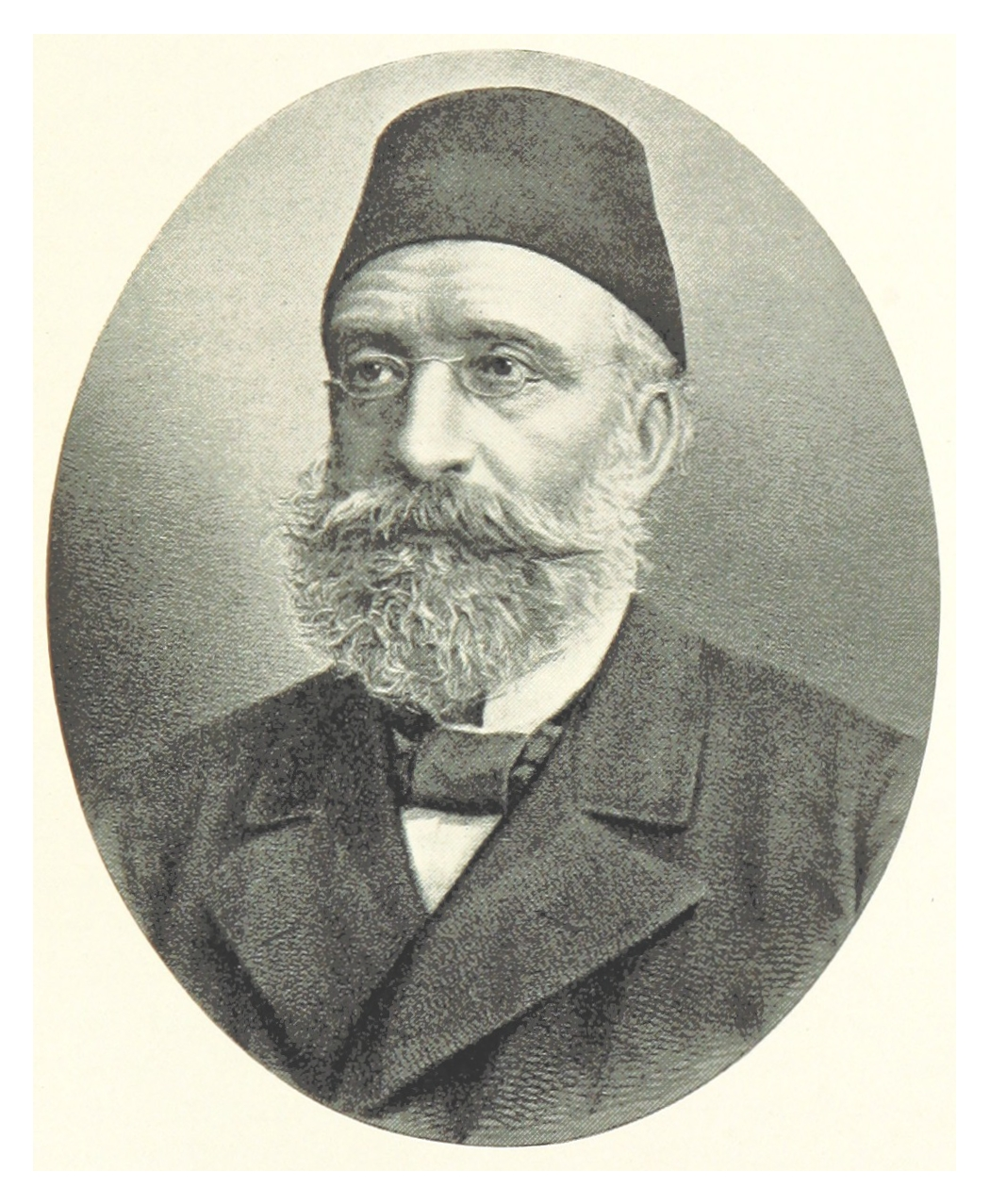
Midhat Pacha

Au sein de l'Empire ottoman, qui cherchait à se réformer, Bagdad commença elle-même à se moderniser. La population s'accrut peu à peu. En 1853, elle était évaluée à 60 000 personnes, en 1877 à 70 ou 80 000 et à la fin du XIXe siècle à 100 000. Les puissances européennes commençaient à s'y intéresser : un résident britannique nommé par la Compagnie britannique des Indes orientales s'y était installé dès 1798. En 1862, les Britanniques créèrent une compagnie de bateaux à vapeur qui assurait la liaison entre Bagdad et Bassora sur le Tigre. Sous le gouvernement éclairé de Midhat Pacha, une ligne de tramway relia Bagdad à Kadhimiya. Ce pacha créa également la première maison d'édition et le premier journal de Bagdad, ainsi que des écoles. Il mit également sur pied un conseil municipal élu. Une décision malheureuse pour le patrimoine de Bagdad fut la démolition des murailles séculaires de la ville en 1868, pour en faire des boulevards qui ne virent jamais le jour.
Au cours de la Première Guerre mondiale les Ottomans s'engagèrent dans le conflit aux côtés des Allemands. Après qu'un corps expéditionnaire britannique eut subi une terrible défaite à Kut en 1916, le gouverneur de Bagdad décida de tracer à travers le lacis de ruelles de la rive orientale une large artère (à peu près) droite, afin de faciliter le mouvement des troupes. Cette artère, que l'on appela plus tard la rue Rachid, transforma radicalement le paysage de la ville.

### Du mandat britannique à la chute de la monarchie

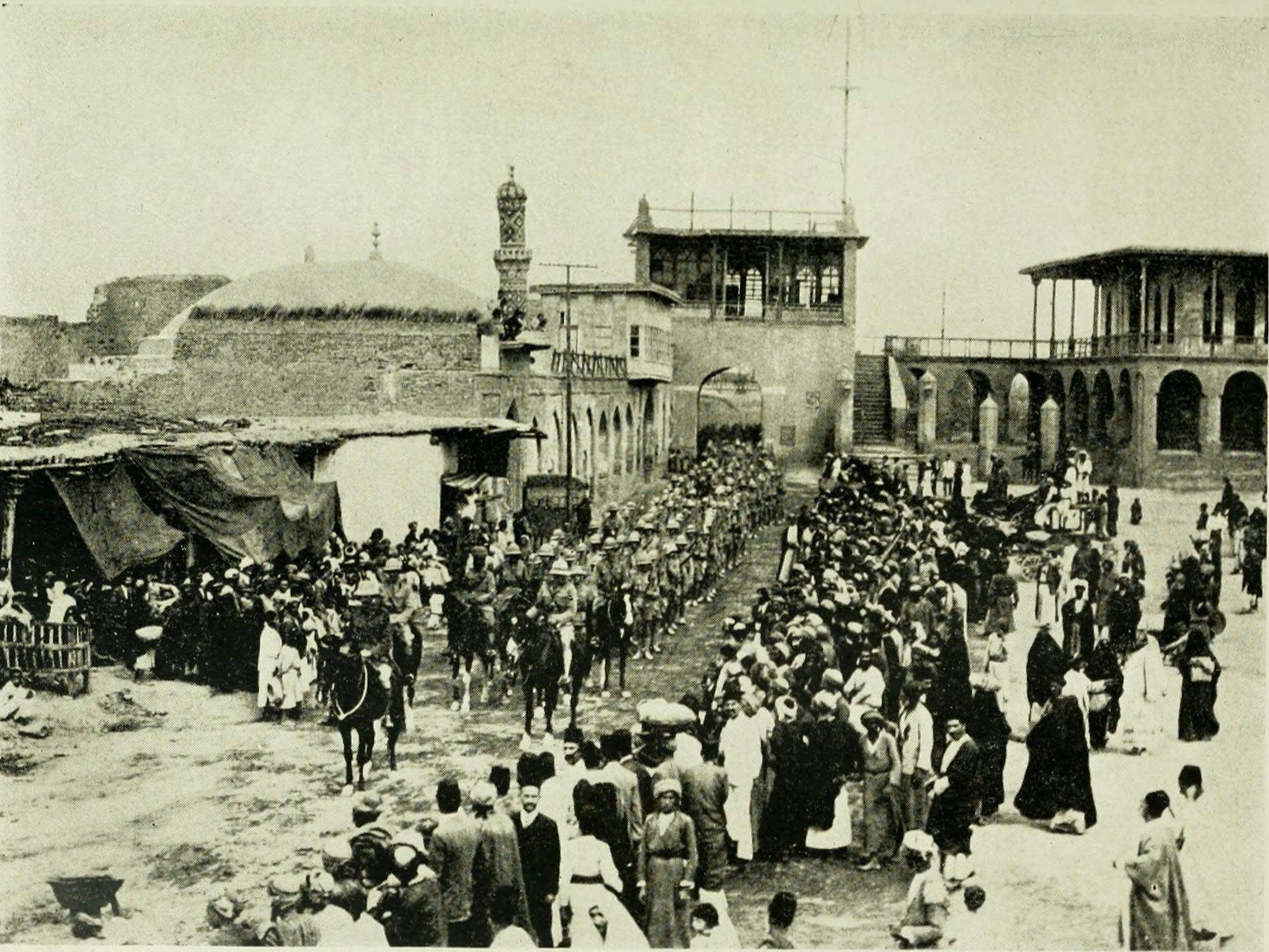
Entrée des Britanniques à Bagdad le 11 mars 1917.

Le 11 mars 1917, un corps expéditionnaire britannique entre à Bagdad, capitale de la Mésopotamie (l'Irak actuel), et en chasse les Turcs ottomans. Lors de la conférence de San Remo (1920), la Grande-Bretagne reçoit un mandat de la part de la Société des Nations pour administrer trois vilayets ottomans (Bagdad, Bassora et Mossoul).
En 1921, Bagdad est déclarée capitale du nouveau royaume d'Irak.

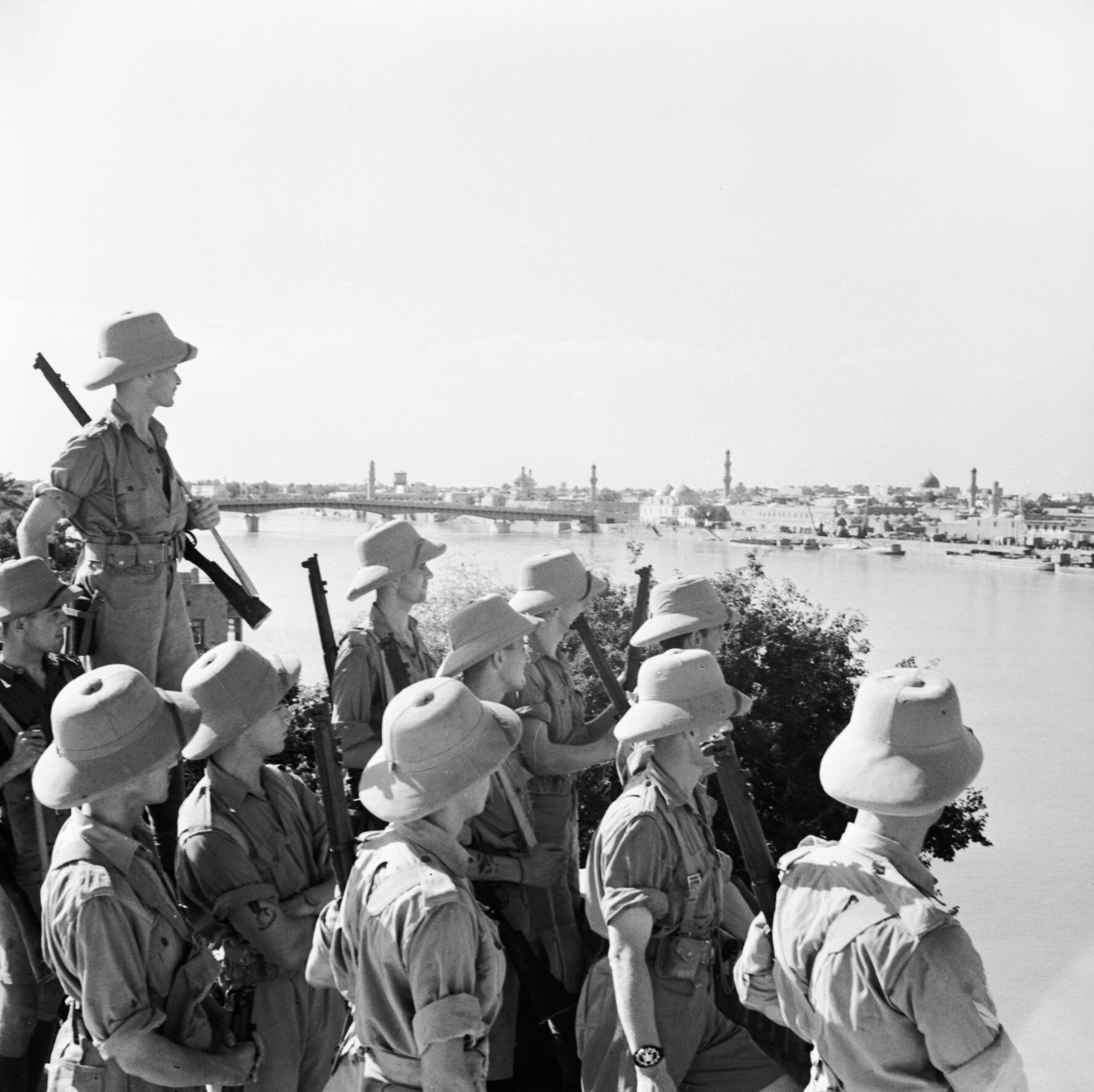
Troupes britanniques à Bagdad sur les bords du Tigre en juin 1941.

En avril 1941, Rachid Ali al-Gillani, un homme politique antibritannique, comptant sur l'appui allemand, fit un coup d'État. Les Britanniques ripostèrent en envoyant un corps expéditionnaire qui atteignit Bagdad le 31 mai. Dans la nuit du 1er juin, un violent pogrom éclata dans la capitale. Au cours de ces événements, connus sous le nom de Farhoud, quelque 200 Juifs furent tués, de façon souvent horrible.
Dans les années 1950, de nombreux projets architecturaux ou urbanistiques virent le jour grâce à la manne pétrolière. Certains aboutirent, comme le Musée national d'Irak conçu dans les années 1930 par l'architecte allemand Werner March, qui fut réalisé une vingtaine d'années plus tard. D'autres ne furent jamais exécutés, comme le projet de Le Corbusier pour une cité olympique, dont seul le gymnase fut finalement construit sous Saddam Hussein, ou encore les plans de Frank Lloyd Wright pour un nouveau Bagdad.

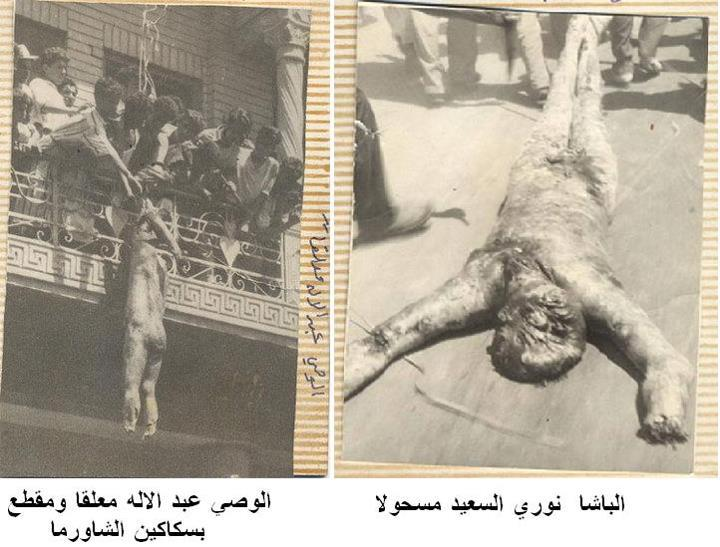
Corps mutilé d'Abd al-Ilah traîné dans les rues de Bagdad après le coup d'État de 1958.

Le 14 juillet 1958, la monarchie fut renversée lors d'un coup d'État dirigé par le général Kasem. Le roi Fayçal II fut tué ainsi que toute la famille royale. Les corps mutilés du prince héritier Abd al-Ilah et du Premier ministre Nouri Saïd furent exhibés dans les rues de Bagdad.

### De l'avènement de la république à la chute de Saddam Hussein
En 1968, un coup d'État permet au Parti Baas de s'emparer du pouvoir. En 1979, Saddam Hussein devint président. Au cours de la guerre Iran-Irak (1980-1988), Bagdad se trouvait loin de la zone de combats, mais, à partir de 1985, au cours de la « guerre des villes », elle fut touchée par des missiles sol-sol iraniens, qui sapèrent le moral de la population.

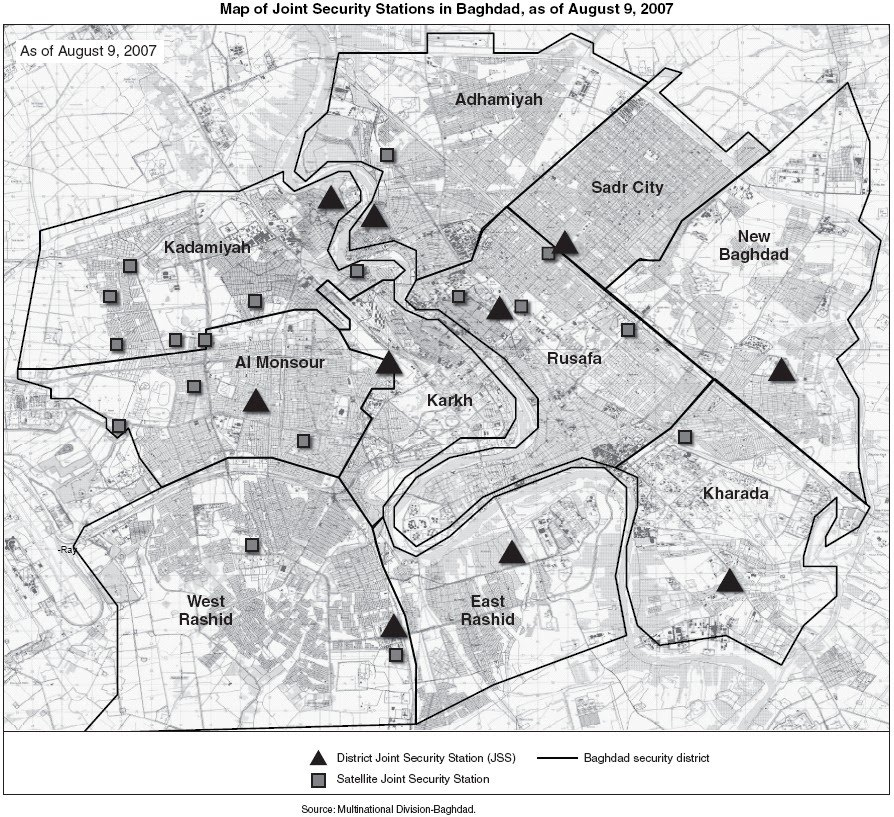
Carte des zones de sécurité commune à Bagdad en août 2007.

Après la guerre d'Irak le problème de l'eau s'est aggravé. Dans certains quartiers l’eau courante n’est pas disponible plus de deux heures par jour. Le Comité international de la Croix-Rouge (CICR) mène, depuis de nombreuses années, d'importants projets pour améliorer l'accès à l'eau potable.
Durant l'opération liberté irakienne, après 21 jours de bombardements, les forces américaines, après avoir rencontré une faible résistance aux portes de Bagdad, prennent le contrôle de la ville à partir du 9 avril 2003. Cela est symbolisé par une statue géante de Saddam Hussein renversée par un char américain en direct devant les médias. Le jour même, des pillages commencent, notamment au musée national d'Irak, dans les hôpitaux et les bâtiments administratifs.

### L'après Saddam
À partir de 2003, avec l'attentat du 19 août contre le siège de l'ONU et la mort de l'envoyé spécial de cette organisation Sergio Vieira de Mello, la ville est touchée par des attentats et la violence, ce qui a conduit à ce que certains comparent à une épuration ethnique, les membres des diverses communautés chiites et sunnites se regroupant dans des quartiers à part.

## Éducation
La Mustansiriya Madrasah fut fondé en 1227 par le calife Al-Mustansir. L'édifice fut rebaptisé université al-Mustansiriyah en 1963. Il s'agit de la plus grande université d'Irak et de la seconde plus importante du monde arabe.
Le collège de Bagdad, fondé en 1932, est un lycée d’élite pour les garçons âgés de 11 à 18 ans.
Avant que survienne la guerre du Golfe, la ville accueillait plusieurs écoles internationales dont :
- École française de Bagdad ;
- Deutsche Schule Bagdad ;
- Baghdad Japanese School (バグダッド日本人学校).

### Universités
Outre l'université Al-Mustansiriya, la ville accueille aussi d'autres universités :
- université irakienne ;
- université d'Al-Nahrain ;
- université de Bagdad ;
- université de technologie (Irak).

## Culture
Bagdad a toujours rayonné par sa culture à travers le monde arabe et au-delà, ayant accueilli, inspirée et joué le rôle de mécène pour nombre d'artistes. Beaucoup d'artistes du monde arabe ont fréquenté la ville, tels Nizar Kabbani, Oum Kalthoum ou Fairuz.
Le dialecte arabe de Bagdad diffère des autres centres urbains d'Irak ; il contient plus de caractéristiques propres aux dialectes nomades, cela est probablement dû aux multiples exodes et repopulations que connut la ville durant le Moyen Âge.
La ville abrite un théâtre, le théâtre national irakien (en), qui connut des dommages avec la guerre au cours de la première décennie du XXIe siècle, et dans lequel se produit l'Orchestre national (en) depuis 1944.
Le théâtre national connut un élan dans les années 1990 lorsque survinrent des sanctions de l'ONU sur l'importation de films étrangers.
Il abrite une École de Musique et de Ballet et Institut des Beaux-Arts.
Des musées sont également présents, abritant de nombreux trésors de l'Antiquité et de civilisations disparues.

### Rayonnement intellectuel

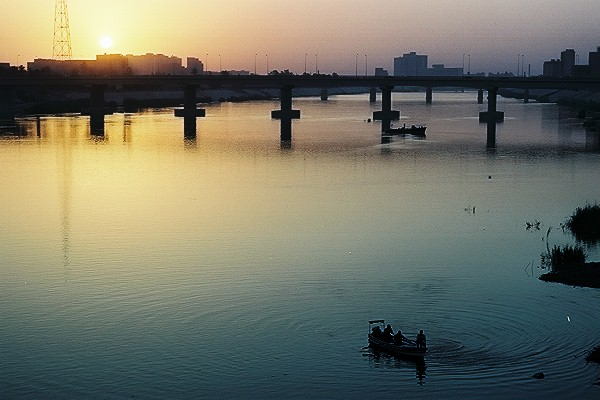
Bagdad, capitale de l'Irak.

Bagdad occupa, au cours des premiers siècles suivant sa fondation, une place prépondérante dans la production littéraire, artistique et intellectuelle arabo-musulmane, sous le patronage des hauts dignitaires de la cour abbasside. L’école Mustansiriya, construite par le calife abbasside Al-Mustansir bi-llah, est considérée comme l’une des plus vieilles universités arabo-islamiques où on enseignait les sciences du Coran de la tradition de Mahomet, les doctrines islamiques, les sciences de la langue arabe, les mathématiques, les préceptes de l’islam et les différentes disciplines de la médecine. La ville devient rapidement le premier centre culturel du monde, accueillant près d'un million de personnes. Au milieu du IXe siècle est créée la maison de la sagesse où l’on procède à la traduction de grands philosophes grecs et des personnes viennent d’Europe ou d’autres parts du monde pour se spécialiser en médecine, en physique, en astronomie, en météorologie, en mathématiques et dans tous les domaines.

### Monuments et lieux
- Palais abbasside (XIIe siècle) ;
- mosquée Abou Hanîfa ;

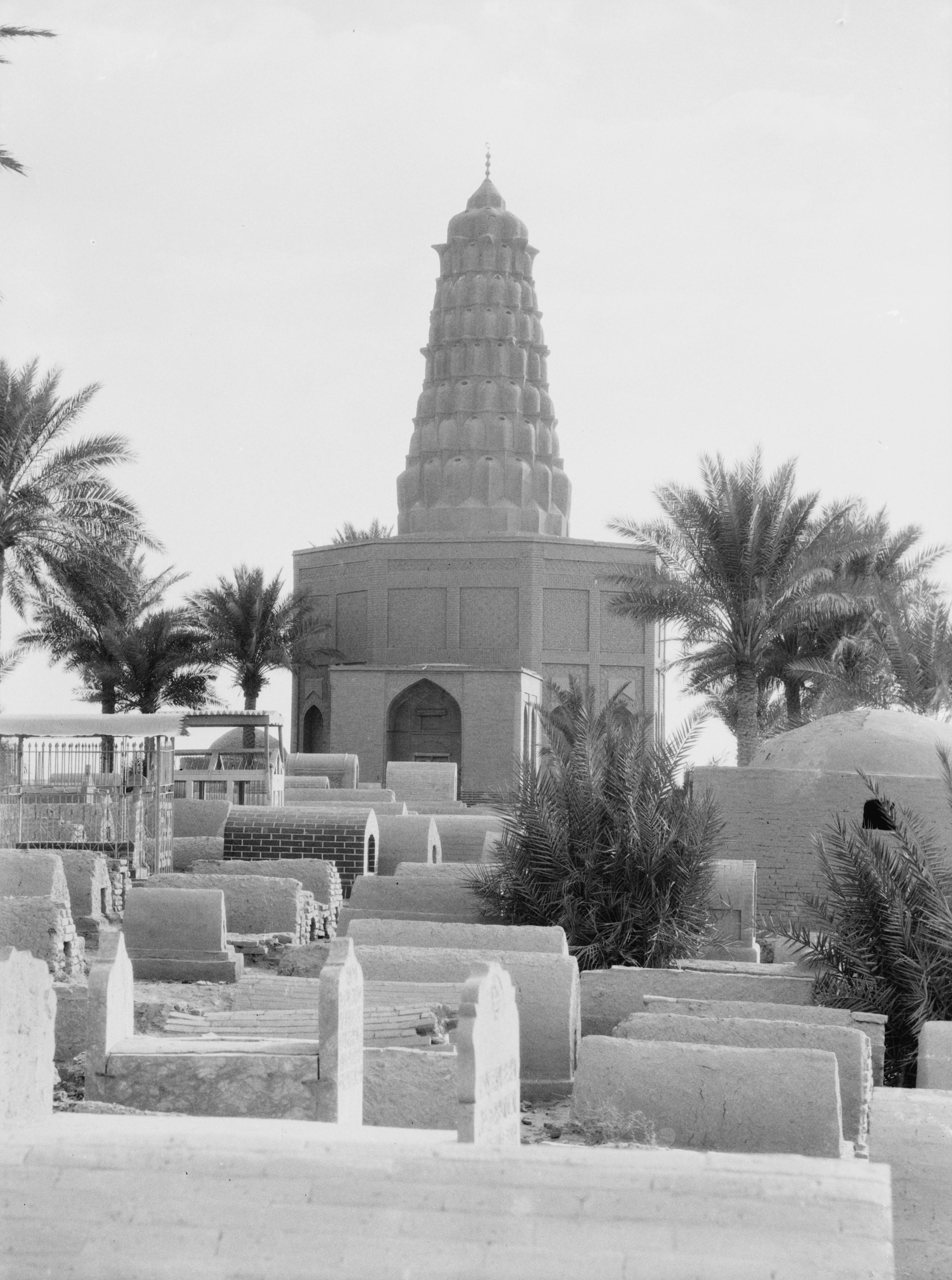
Mausolée de Zumurrud Khatun.

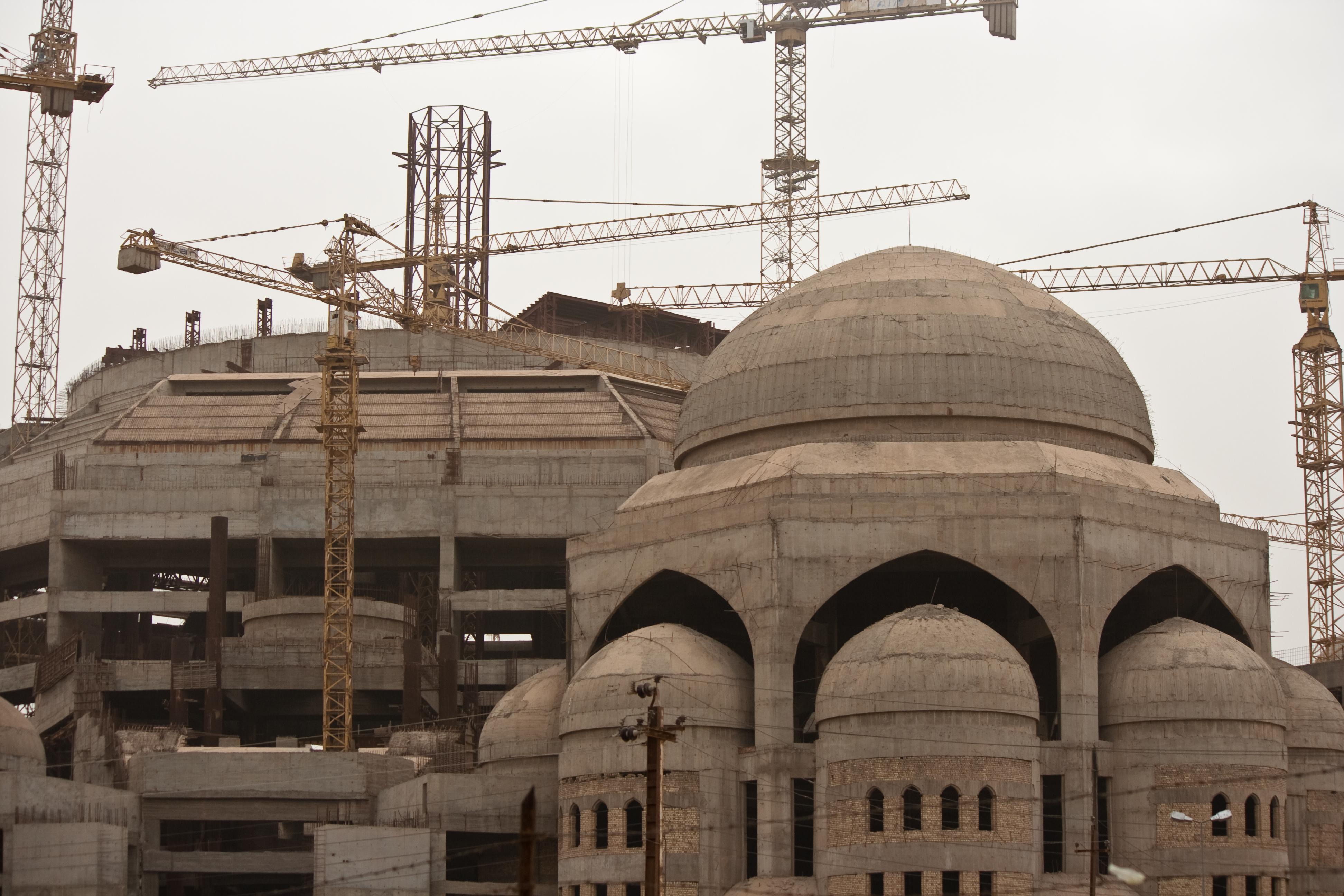
Mosquée al-Rahman.

- université al-Mustansiriyah (XIIIe siècle) ;
- le Khan Mirjan est un édifice de briques construit en 1359 par le gouverneur de Bagdad, Amin ud-Din Mirjan[32]. Il fut conçu pour servir de caravansérail, dont les revenus iraient à la fondation (Waqf) créée pour l'entretien de la Madrasa Mirjaniyya, comme le rappelle l'inscription au-dessus de la porte d'entrée. Le bâtiment de 31,5 m sur 45 possède deux étages disposés autour d'un espace central, dont les voûtes s'élèvent à 14,5 m. Dans les années 1990, le gouvernement irakien procéda à des transformations pour en faire un restaurant ;
- madrassa Mirjaniyya (1357) ;

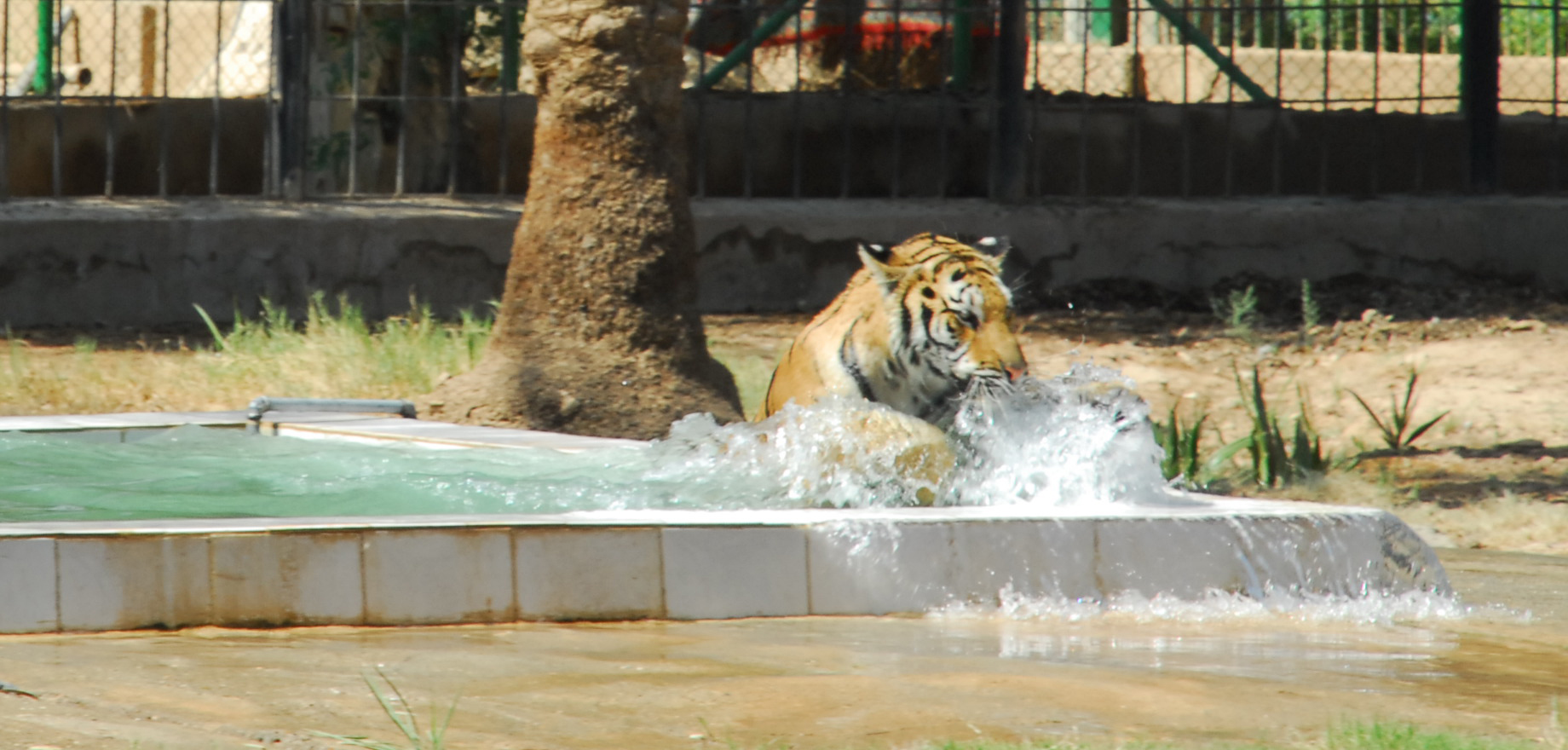
Un tigre au zoo de Bagdad.

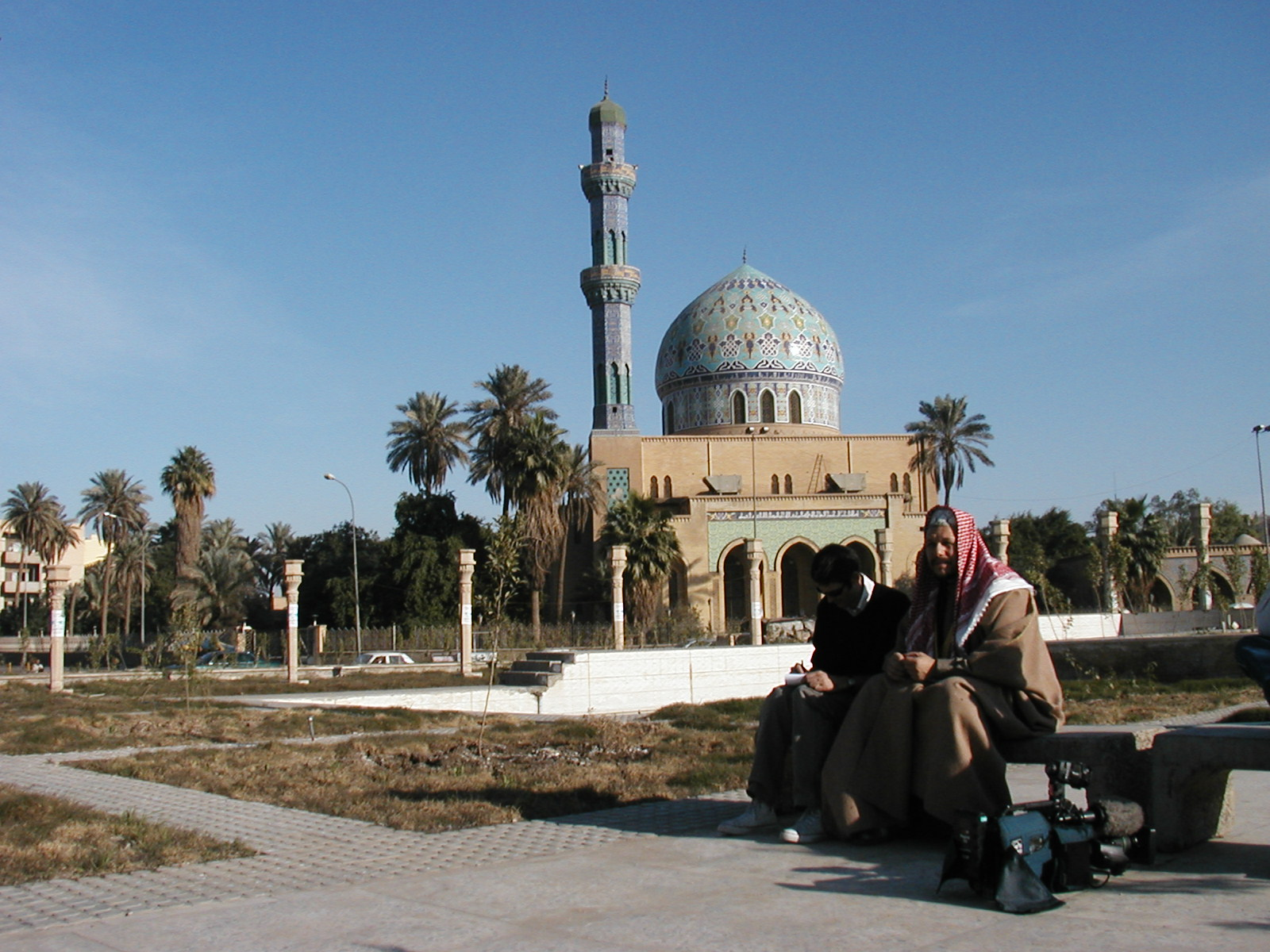
Une mosquée à Bagdad en 2003.

- mausolée de Zumurrud Kathun, situé à Karkh, date de 1202. Il a été construit pour abriter la dépouille de la veuve du calife abbasside Al-Mustadhi. On le confond parfois avec la tombe de Zubayda, l'épouse du calife Hâroun ar-Rachîd[33]. Un dôme conique décorné de muqarnas (stalactites), surmonte une base octogonale ;
- mosquée al-Rahman (« le Miséricordieux »). Lien GoogelMap 33°18' 37.79" N 44°20' 55.39" E, dont la construction a débuté sous Saddam Hussein et qui n'a jamais été achevée ;
- cathédrale Mar Petros et Paulos[34] ;
- gymnase Le Corbusier (XXe siècle)[35] ;
- stade Al-Shaab (XXe siècle) ;
- monument al-Shaheed (monument des Martyrs de la guerre Iran-Irak, XXe siècle) ;
- mains de la victoire (XXe siècle) ;
- musée national d'Irak (XXe siècle) ;
- zoo de Bagdad. Ouvert en 1971 sous Ahmad Hassan al-Bakr, il s'agit du plus grand zoo du Moyen-Orient[36], s'étendant sur une superficie de 81 ha. Il héberge aujourd'hui environ 1 070 animaux.

## Administration
La ville comporte dix districts administratifs. Chaque district est divisé en quartiers. Il en existe 89 en tout. Le Tigre partage la ville en deux parties :
- Rusafa, regroupe les six districts de la rive est :
  - Rusafa (en)
  - Adhamiyah
  - Thawra (« Révolution »), plus connu sous le nom de Sadr City
  - Tisaa Nissan (« 9 avril », date de la chute de Saddam Hussein en 2003), plus connu sous son ancien nom, Baghdad Al-Jidida, c'est-à-dire Nouveau-Bagdad (en)
  - Karrada (en) (où se trouve le campus Jadriya de l'université de Bagdad)
  - Zafraniya (en)
- Karkh, rassemble les quatre districts de la rive ouest :
  - Karkh (en) (avec la zone verte)
  - Kadhimiya (en)
  - Mansour (en) (d'après le nom du deuxième calife abbasside)
  - al-Rashid (en)

## Démographie
Du VIIIe au XIIIe siècle Bagdad était la plus grande métropole de son époque. Autour de l’an 900, la population de Bagdad était estimée à environ 1 million d’habitants. En 1900 la population était estimée à 145 000 habitants, 580 000 en 1950. En 2001, la population de l'agglomération de Bagdad est estimée à 4 958 000 habitants.
| Année | Population |      | Année     | Population |
| ----- | ---------- | ---- | --------- | ---------- |
| 1800  | 80 000     | 1935 | 287 000   |            |
| 1860  | 105 000    | 1947 | 352 000   |            |
| 1870  | 100 000    | 1957 | 490 496   |            |
| 1880  | 60 000     | 1965 | 1 523 302 |            |
| 1885  | 180 000    | 1977 | 2 888 000 |            |
| 1890  | 145 000    | 1981 | 3 300 000 |            |
| 1900  | 145 000    | 1987 | 3 841 268 |            |
| 1910  | 225 000    | 1995 | 4 478 000 |            |
| 1920  | 250 000    | 2008 | 5 258 000 |            |
| 1930  | 250 000    | 2010 | 5 402 000 |            |

## Économie
Bagdad est le centre industriel du pays et son carrefour de communications aériennes, routières et ferroviaires. Douze ponts permettent le franchissement du fleuve Tigre. On y trouve raffineries de pétrole, cultures agricoles, tanneries et autres industries textiles. La ville produit des vêtements, des ustensiles ménagers, des bijoux, des articles de cuir et de feutre et des tapis commercialisés dans les souks (marchés arabes). Ces souks aux allées étroites constitués de petites boutiques et d'étals font partie de l'histoire de la ville et en sont caractéristiques.

## Transports

### Transports aériens
Bagdad est desservie par un aéroport international situé à environ 20 km au sud-ouest du centre-ville.

### Transports ferroviaires
La capitale irakienne est desservie dès 1903 par le train depuis la ville turque de Konya par la ligne baptisée « Chemin de fer Berlin-Bagdad ». La ligne est mise en sommeil depuis la Seconde Guerre mondiale. Actuellement, le train arrive à Bagdad par le nord (Samarra) et par le sud (Kut) à la gare centrale de Bagdad, sur la rive ouest, magnifique bâtiment de style Art déco érigé entre 1947 et 1951 par la firme britannique Wilson & Mason Partners.

## Religion
Jusqu'en 2003 et l'invasion menée par les États-Unis, les chiites, les sunnites et les chrétiens se mêlaient dans de nombreux quartiers de la ville. Après une explosion de violences interconfessionnelles, les quartiers se sont divisés suivant la religion ; les chiites ont accru leur domination. Quant aux chrétiens, leur nombre a reculé de moitié en Irak.[réf. nécessaire]

## Violence

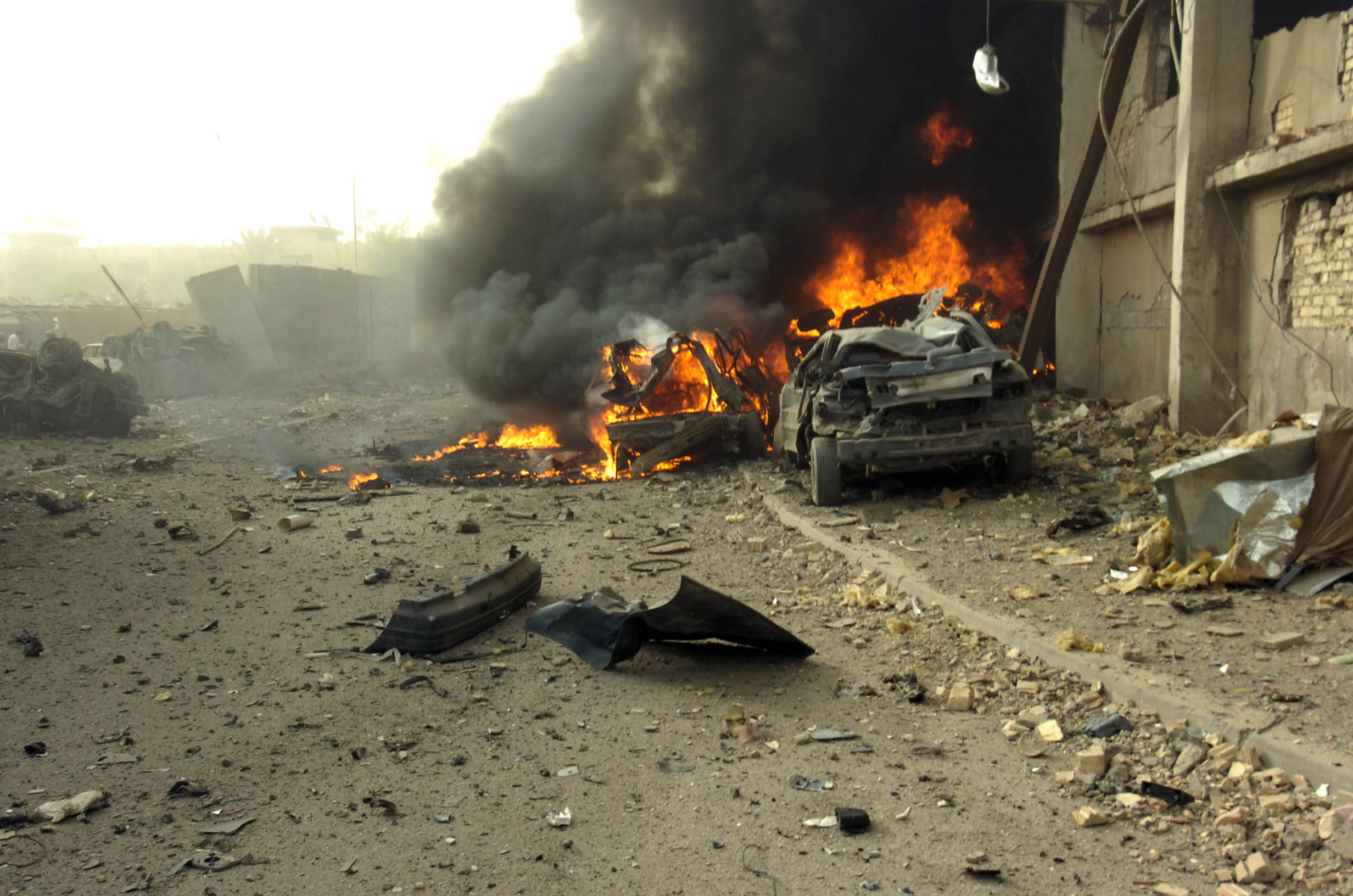
Un attentat à la voiture piégée.

Après la chute du régime de Saddam Hussein et l'entrée de l'armée américaine dans la ville, Bagdad connait une montée de violence et la multiplication du nombre des attentats-suicides et les attentats à la voiture piégée.
En 2009, une ONG mexicaine la classe comme la 10e ville la plus dangereuse du monde derrière Baltimore aux États-Unis.
Fin 2010, la violence avait reculé de 90 % par rapport au record de 240 incidents par jour, en 2007. Des explosions ont encore lieu. Les soldats et les policiers doivent désormais suivre une formation pour identifier et désamorcer les explosifs.
En 2015, Bagdad est considérée comme la ville la plus dangereuse du monde avec 380 attaques terroristes en une année.

## Sports
Bagdad est le siège des plus grands clubs de football irakiens, Al Qowa Al Jawia, Al Zawra, Al Shorta, Al Talaba. La ville abrite également le stade du Shaab (stade du peuple) inauguré en 1966, le plus grand stade d'Irak avec une capacité de 45 000 personnes ; ce stade fait lui-même face au Gymnase Shaab, dessiné et construit en 1980 selon les plans de Le Corbusier (voir plus haut), et qui abrite le siège de la Fédération nationale irakienne de basket-ball.
La ville présente également un goût prononcé pour les courses hippiques depuis la Première Guerre mondiale, bien que les islamistes aient vainement essayé d'interrompre cette tradition héritée de l'occupation britannique.

## Tourisme
- Zoo de Bagdad.

## Personnalités

### Avant 1300
- Abu Hanifa, Imam et législateur arabo-sunnite juriste d’une école qui porte son nom l’école Hanafite (vers 699-767) ;
- Ahmed Ibn Hanbal Imam et juriste d’une école qui porte son nom  de la 4eme école de jurisprudence sunnite l’école Hanbalite vers (780-?);
- Al-Mansur, calife, fondateur de Bagdad en 762 (714-755) ;
- Abu al-Atahiyah, poète arabe (748-vers 828) ;
- Abu Nuwas al-Hasan Ibn Hani, poète arabe (762-vers 813) ;
- Al-Khwârizmî, mathématicien, fondateur de l'algèbre (vers 780-850) ;
- Al-Moubarred, grammairien arabe (826-898) ;
- Abu al-Faraj al-Isfahani, écrivain persan (897-967) ;
- Abd Allah Ibn Al-Tayyib philosophe et moine nestorien.

### 1800-1900
- Gertrude Bell (1868-1926), dite Gertrude de Baghdad.

### 1900-2000
- Maruf al-Rusafi (en), intellectuel et poète (1875-1945) ;
- Freya Stark (1893-1973) ;
- Faiq Hassan (en), peintre, fondateur des Beaux-Arts de Bagdad en 1939 (1914-1992).
- Jawad Saleem, peintre et sculpteur (1919-1962) ;
- May Kaftan-Kassim (1928-2020), radioastronome ;
- Laila Al Shaikhli (1965-) présentatrice et animatrice de télévision ;
- Suhail Dabbach (1965-), acteur ;
- Dunya Mikhail (née en 1965), poétesse irako-américaine ;
- Zainab Salbi (1969-), humanitaire, présentatrice, auteure, fondatrice et ancienne présidente (1993-2011) de l'association Women for Women International, basée à Washington.
- Ziad Al-Aajili, appartenant a la famille Al-Aajili et chef de l'Observatoire de la liberté journalistique.
- Addai II de Bagdad (1950-2022), Catholicos-Patriarche de l'Ancienne Église de l'Orient.

## Jumelages
- Amman, Jordanie ;
- Beyrouth, Liban ;
- Dubai, Émirats arabes unis.

### Filmographie
- Bagdad, la vie malgré tout, film documentaire de Marie-Ange Poyet et Louis-André Morand, France, 2005, 60 min.